# Nadav Guedj
Nadav Guedj, נדב גדג', né le 2 novembre 1998 à Paris en France, est un chanteur franco-israélien.
Le 17 février 2015, il remporte la finale nationale de Hakochav Haba (la version israélienne de Rising Star) et est choisi pour représenter Israël au Concours Eurovision de la chanson 2015 à Vienne, en Autriche. Sa chanson Golden Boy est présentée le 12 mars 2015.
Il participe à la seconde demi-finale, le 21 mai 2015 où il finit 3e et permet la première qualification d'Israël pour la finale depuis 2010. Lors de la finale, le 24 mai 2015, il se classe 9e sur 27 avec 97 points. Israël a qualifié cette neuvième place de « miracle »[réf. souhaitée].

## Discographie

### Single
- 2015 : Golden Boy